# Le Père Frimas
Pour plus de détails, voir Fiche technique et Distribution.
Le Père Frimas est un film d'animation français réalisé par Youri Tcherenkov et sorti en 2013.

## Fiche technique
- Titre : Le Père Frimas
- Réalisation : Youri Tcherenkov
- Scénario : Youri Tcherenkov et Antoine Lanciaux
- Musique : Serge Besset
- Animation : Zoïa Trofimova et Youri Tcherenkov
- Montage : Cécile Pradere
- Producteur : Dora Benousilio
- Production : Les Films de l'Arlequin
- Distribution : Gebeka Films
- Pays :  France
- Durée : 46 minutes
- Genre : animation
- Dates de sortie :
  -  France : 11 décembre 2013

## Distribution
- Bernard Alane
- Barbara Beretta
- Hervé Caradec
- Patrice Dozier
- Évelyne Grandjean
- François Jérosme
- Vincent Violette
- Brigitte Virtudes
- Marc Brunet
- Hélène Vauquois
- Noa Jacquet